# 1746 en santé et médecine
| Années de la santé et de la médecine : 1743 - 1744 - 1745 - 1746 - 1747 - 1748 - 1749    |
| Décennies de la santé et de la médecine : 1710 - 1720 - 1730 - 1740 - 1750 - 1760 - 1770 |

Cet article présente les faits marquants de l'année 1746 en santé et médecine.

## Événements
- 22 octobre : fondation du collège de Princetown dans le New Jersey (États-Unis)[1].

## Publications
- (en) Jean Astruc, A general and compleat treatise on all the diseases incident to children from their birth to the age of fifteen. With particular instructions to tender mothers, prudent midwives, and careful nurses. The whole made familiar to every capacity, Londres, John Nourse[2].
- Début de la parution du Dictionnaire universel de médecine de Robert James, trad. par Denis Diderot, Marc-Antoine Eidous et François-Vincent Toussaint, revu, corrigé et augmenté par Julien Busson, Paris, Briasson, David l'aîné, Durand, 6 vol. in-fol. La parution se poursuivra jusqu'en 1748.

## Naissances
- 4 janvier : Benjamin Rush (mort en 1813), médecin, un des Pères fondateurs des États-Unis.
- 18 février : Jean-Baptiste-Michel Bucquet (mort en 1780), médecin et chimiste français.
- 27 mai : Nicolas Noël (mort en 1832), médecin français.
- 26 octobre : Giuseppe Saverio Poli (mort en 1825), médecin, physicien et naturaliste italien.

Sans date
- Giorgio Santi (it) (mort en 1822), médecin, naturaliste et chimiste italien.

## Décès
- 5 février : Hermann Friedrich Teichmeyer (né en 1685), médecin allemand.
- 14 novembre : Georg Wilhelm Steller (né en 1709), médecin, botaniste, zoologiste et explorateur russe d'origine allemande.